# Die Vaterlosen
Pour plus de détails, voir Fiche technique et Distribution.
Die Vaterlosen est un film autrichien réalisé par Marie Kreutzer, sorti en 2011.

## Synopsis
Kyra revient auprès de ses frères au moment de la mort de leur père. Elle avait disparu vingt ans auparavant, lors de l'éclatement de la communauté hippie dans laquelle ils sont nés.

## Fiche technique
- Titre : Die Vaterlosen
- Réalisation : Marie Kreutzer
- Scénario : Marie Kreutzer
- Musique : David Hebenstreit
- Photographie : Leena Koppe
- Montage : Ulrike Kofler
- Production : Robert Buchschwenter, Alexander Glehr, Franz Novotny et Ursula Wolschlager
- Société de production : Novotny & Novotny Filmproduktion, KGP Filmproduktion et Witcraft Filmproduktion
- Pays :  Autriche
- Genre : Drame
- Durée : 104 minutes
- Dates de sortie : 
  -  Autriche : 8 avril 2011

## Distribution
- Andreas Kiendl : Vito
- Andrea Wenzl : Kyra
- Emily Cox : Mizzi
- Philipp Hochmair : Niki
- Marion Mitterhammer : Anna
- Sami Loris : Miguel
- Pia Hierzegger : Sophie
- Johannes Krisch : Hans
- Axel Sichrovsky : Ossi
- Seraphine Rastl : la mère de Kyra
- Susanne Weber : la mère de Vito

## Distinctions
Le film a reçu une mention honorable dans la compétition des premiers films de la Berlinale 2011 et a été nommé au Romy de la meilleure actrice pour Andrea Wenzl.